# Арчибалд Вејвел
Арчибалд Вејвел (енгл. Archibald Percival Wavell, 1st Earl Wavell; 5. маја 1883 — 24. маја 1950) био је фелдмаршал британске војске. Служио је у Другом бурском рату и Првом светском рату, где је рањен у другој бици код Ипра. Служио је у Другом светском рату, у почетку као врховни командант Блиског истока, где је британске снаге водио у победу над Италијанима у западном Египту и источној Либији током операције Компас у децембру 1940. године, али је поражен од немачке војске у Западној пустињи у априлу 1941. Од јула 1941. до јуна 1943. био је врховни командант Индије, а затим је служио као поткраљ (генерални гувернер) Индије до пензионисања у фебруару 1947. године.

## Каријера

### Увод
У Првом светском рату служио је у британским снагама у Француској и као војни изасланик у Русији, а затим у Штабу Команде британских снага у Египту и командант 20. корпуса. Од 1936. до 1939. био је војни изасланик у Москви, командант британских снага у Палестини и Трансјорданији и командант Јужне области Велике Британије.

### Други светски рат

#### Средњи исток
У Другом светском рату, од 1939. до 1941. успешно је командовао британским снагама на Средњем истоку (Операција Компас) и у операцијама у источној Африци и Ираку. Офанзивом немачко-италијанских снага крајем марта 1941. (Операција Сунцокрет) Вејвел је принуђен на повлачење све до либијско-египатске границе, и након две неуспешне противофанзиве (Операција Бревити и операција Бојна секира) смењен је по налогу Винстона Черчила.

#### Индија
Након тога, јула 1941. постављен је за команданта британских снага у Индији, а у јануару 1942, након уласка Јапана у рат, био је командант савезничких снага на Далеком истоку. Од марта исте године поново је командовао савезничким снагама у Индији и Бурми, а од јуна 1943. до фебруара 1947. био је на дужности вицекраља Индије.